# Université de Trente
 (mars 2025).
L'université de Trente (en italien : Università degli Studi di Trento) est une université italienne située à Trente, dans la région du Trentin-Haut-Adige.
En moins de 50 ans, elle a obtenu d’excellents résultats du point de vue de la didactique, de la recherche et des relations internationales.
Les activités didactiques et scientifiques gravitent autour de trois pôles : le « pôle de la ville » comprenant les Facultés d'Économie, de Sociologie, de Droit, de Lettres et Philosophie ; le « pôle de la colline » comprenant la Faculté de Mathématiques Sciences Physiques et Sciences Naturelles et la Faculté d’Ingénierie ; le « pôle de Rovereto » comprenant la Faculté de Sciences Cognitives.
L’Université figure parmi les organisateurs du Festival de l'Économie de Trente.

## Histoire
L’Università degli Studi di Trento a été fondée en 1962 en tant qu'« Institut Universitaire Supérieure de Sciences Sociales » ; elle est devenue par la suite la première Faculté de Sociologie d'Italie. L'impact sur la ville fut contrasté : une stimulation à l'ouverture culturelle et à la formation d'une nouvelle classe dirigeante, accompagnée toutefois d'une rupture, l'Université étant un lieu de discussion.
La Faculté de Sciences (Ingénierie comprise) fut fondée en 1972 et celle d'Économie en 1973 pour enrichir la palette de l'offre de formation. Le projet académique a été renforcé en 1984 avec la création des Facultés de Lettres et Philosophie, de Droit et en 1985 de celle d’Ingénierie. La première Faculté de Sciences Cognitives d'Italie fut créée en 2004.
Il existe un lien fort entre l'Université et le territoire, l'Université est considérée comme une ressource fondamentale pour le développement culturel, social et économique. Les nombreux rapports que l’Université entretient avec les entreprises en sont la preuve : les structures académiques ne sont pas seulement à disposition d'un public universitaire et la ville considère l'université comme une richesse dont elle est très fière.
L'université est un interlocuteur à l'écoute du monde local, sans renoncer pour autant à sa dimension internationale ; dimension, qui, des salles et des laboratoires universitaires, s’étend à l'ensemble de la collectivité.

## Internationalisation
Dès sa fondation l'Université a beaucoup investi dans l'ouverture internationale. Consciente de sa dimension réduite et de sa position géographique cruciale, au cœur de l’arc alpin, l’Université a développé des collaborations internationales stratégiques en vue d’une complémentarité. L’Université a consolidé un partenariat avec des Universités prestigieuses et des centres de recherche dans le monde entier ; elle fait également partie d’importants réseaux de coopération (par exemple le Consortium T.I.M.E., Asea-Uninet, GE4). Outre le projet LLP-Erasmus, l'Université promeut depuis 1997 les accords de double diplôme. Le plus récent est l’accord de double diplôme niveau Master en Génie Civil avec l'Université de Tongj - Chine (mai 2008) : l'étudiant pourra obtenir le « Master in Civil Engineering et la « Laurea Magistrale in Ingegneria Civile » à Trente. La participation de l'Université au programme Erasmus Mundus et Erasmus External Cooperation Window (désormais intitulé Action 2 de Erasmus Mundus II) est également importante.
Les accords bilatéraux avec des Universités prestigieuses en Asie, Amérique, Moyen Orient et Océanie sont nombreux. En outre, les collaborations pour la coopération au développement avec des Universités africaines et d'Amérique Latine sont toujours plus nombreuses. Les enseignants étrangers et les visiting professors représentent environ 10 % du total des professeurs. L'Université investit beaucoup dans les sollicitations de chercheurs étrangers hautement qualifiés et plusieurs enseignants italiens sont arrivés à Trente  après avoir effectué d’importantes expériences à l’étranger, contribuant de cette façon à l’internationalisation de l’Université.
C'est grâce à l'expérience acquise dans le cadre des collaborations avec l'Allemagne que Trente a été choisie comme siège italien de l'Université italo-allemande, une institution qui s’occupe de la coordination pour la formation supérieure et la recherche entre les universités italiennes et allemandes. Il s’agit d’un partenaire important pour la formation des figures professionnelles européennes et pour le transfert économique entre ces deux importantes zones économiques.

## Valorisations
En 2012 l’Université de Trente a fêté ses 50 ans : elle est reconnue aujourd'hui comme l'une des premières universités en Italie. Elle se classe à la première place dans les classements pour la qualité de la recherche et de la didactique (classement MIUR) et à la quatrième pour les services aux étudiants et pour le site internet de l'Université (Guide CENSIS du quotidien La Repubblica). Dans le classement publié annuellement par le quotidien économique Il Sole 24 Ore, l'Université occupe la septième position parmi les Universités publiques. Dans le classement des universités mondiales « Work University Rankings 2009 », l'Université de Trente est l'une des seules Universités italiennes présentes, confirmant sa position dans la tranche 401-500.

## Services
La capacité d'accueil, le service de restauration, les logements, les espaces pour étudier et la bibliothèque sont importants pour la vie de l’étudiant et l’Université continue à investir dans ce sens. En collaboration avec l’Opera Universitaria, l’Université offre plus de 1 500 places d’hébergement dans le campus de San Batolameo, dans des résidences universitaires ou des appartements conventionnés. L’Université dispose d’une bibliothèque avec plusieurs sièges (dans les Facultés) pour la consultation et le prêt des livres, pour l’étude et la navigation sur internet, avec des plages horaires d’une grande amplitude (même jusqu’à minuit), samedi et dimanche compris.
Grâce au « Welcome Office » l’Université aide les étudiants et les enseignants chercheurs internationaux pour les procédures administratives concernant l’arrivée et le séjour à Trente (visa, permis de séjour, assurance maladie, logement, « code fiscal » : il s’agit d’un code similaire au numéro de sécurité sociale, etc.) et donne des informations sur la modalité et sur les documents nécessaires pour s’inscrire à l’Université. En outre, le bureau organise des évènements sociaux et des excursions: journées de bienvenue, sessions informatives, excursions et activités socio-culturelles pour aider les visiteurs à s’intégrer dans l’Université et le territoire.
Les financements pour le paiements des frais universitaires sont essentiels pour l’Université. Par l’intermédiaire de l’Opera Universitaria, l’Université de Trente met à disposition des bourses d’études.
À partir de l’année scolaire 2008/2009 l’Université a renouvelé radicalement son système de frais universitaires, en valorisant le mérite et l’engagement des étudiants. Pour ceux qui s’inscrivent en première année, il est possible de concourir à l'obtention de bourse au mérite dont le montant maximum est de 4 000 €.
UNI.sport est le nouveau réseau universitaire de services et de structures sportives destiné aux étudiants de l’Université.

## Lauree honoris causa
| Conférée à                    | Laurea                                            | Date d'obtention |
| ----------------------------- | ------------------------------------------------- | ---------------- |
| John Cole                     | Anthropologie                                     | 14 octobre 2002  |
| Reinhard Elze                 | Droit                                             | 8 mars 1995      |
| Rudolf B. Schlesinger         | Droit                                             | 8 mars 1995      |
| Iginio Rogger                 | Droit                                             | 12 avril 2006    |
| Rory Byrne                    | Ingénierie des Matériaux                          | 5 mai 2005       |
| Andrea Zanzotto               | Lettres                                           | 21 novembre 1995 |
| Paul Charles Cristophe Claval | Lettres                                           | 8 mars 1995      |
| Giulio Einaudi                | Lettres Modernes                                  | 11 décembre 1997 |
| Jean Rousset                  | Langues et Littératures étrangères                | 21 novembre 1995 |
| Carlo Alberto Mastrelli       | Langues et Littératures étrangères                | 11 décembre 1997 |
| Isabel Allende                | Langues et Littératures modernes euro-américaines | 15 mai 2007      |
| Daniel Kahnemann              | Psychologie et Mathématiques                      | 14 octobre 2002  |
| Ermanno Gorrieri              | Sociologie                                        | 8 mars 1999      |
| Tina Anselmi                  | Sociologie                                        | 30 mars 2004     |
| Maurizio Cattelan             | Sociologie                                        | 30 mars 2004     |